# پنجپاؤ
پنجپاؤ (به انگلیسی: Panjpao) یک شهرک در پاکستان است که در شهرستان چهارسده واقع شده‌است.